# Zalina Marghieva
Zalina Marghieva (în trecut și Petrivskaia; n. 5 februarie 1988, Ordjonikidze, RSFS Rusă, URSS) este o atletă din Republica Moldova specializată pe proba de aruncarea ciocanului.

## Carieră
Împreună cu sora sa Marina Marghieva și fratele Serghei Marghiev (și ei sportivi de performanță), tustrei sunt antrenați de tatăl lor, Soslan. Mama lor, Alexandra Mititelu, este o fostă aruncătoare de greutate.
Zalina s-a clasat pe locul cinci la Campionatele Mondiale de Atletism pentru tineret din 2005, pe locul patru la Campionatele Mondiale de Atletism pentru juniori din 2006 și pe locul cinci la Campionatele Europene de Atletism pentru juniori din 2007. După care, ea a participat la Jocurile Olimpice de vară din 2008, unde, însă, nu a ajuns în finală. La Campionatele Europene de Atletism U23 din 2009 ea a câștigat medalia de aur.
În ianuarie 2009, la Chișinău, cu o aruncătură de 71,56 metri, ea a stabilit recordul său personal și totodată recordul național. Ulterior, în iarna anului 2011, tot la Chișinău, ea și-a îmbunătățit rezultatul, cu o aruncătură de 72,74 m.
Zalina Petrivskaia a fost desemnată sportiva anului 2011 în Republica Moldova de către Ministerul Tineretului și Sportului.
În 2012 a fost desemnată de Comitetul Național Olimpic, în urma unui concurs, cea mai frumoasă sportivă a anului în Republica Moldova.
În 2013 Zalina Petrivskaia a fost suspendată de Federația Internațională de Atletism pe o perioadă de doi ani pentru utilizarea substanțelor interzise dehidrohlorometiltestosteron și stanazolol, fiind depistată pozitiv la un control antidoping efectuat pe 20 august 2009. Perioada sa de suspendare a expirat pe 23 iulie 2015. Toate rezultatele din perioada 2009-2013 auf fost anulate.
La începutul lui august 2015, revenind în sport după suspendare, ea a devenit noua campioană balcanică la aruncarea ciocanului, stabilind totodată un nou record național la această proba. La competiția care a avut loc în orașul Pitești, România, Zalina Marghieva a reușit o aruncare de 73,97 m, rezultat care i-a adus calificarea la Campionatul mondial din Beijing, unde a obținut locul 8.
În anul 2024 atleta a obținut locul șase la Campionatul European de la Roma. În același an a participat la Jocurile Olimpice de la Paris.

## Performanțe
| An                                    | Competiție                            | Locație                               | Loc                                   | Note                                  |
| Competitoare pentru Republica Moldova | Competitoare pentru Republica Moldova | Competitoare pentru Republica Moldova | Competitoare pentru Republica Moldova | Competitoare pentru Republica Moldova |
| ------------------------------------- | ------------------------------------- | ------------------------------------- | ------------------------------------- | ------------------------------------- |
| 2008                                  | Jocurile Olimpice                     | Beijing, China                        | 37                                    | 64,20 m                               |
| 2009                                  | Universiada de vară                   | Belgrad, Serbia                       | 8                                     | 67,05 m                               |
| 2009                                  | Campionatele Europene de Atletism U23 | Kaunas, Lituania                      | 1                                     | 67,67 m                               |
| 2015                                  | Campionatele Mondiale de Atletism     | Beijing, China                        | 8                                     | 72,38 m                               |
| 2016                                  | Campionatul European                  | Amsterdam, Olanda                     | 5                                     | 71,73 m                               |
| 2016                                  | Jocurile Olimpice                     | Rio de Janeiro, Brazilia              | 5                                     | 73,50 m                               |
| 2017                                  | DécaNation                            | Angers, Franța                        | 3                                     | 69,68 m                               |
| 2018                                  | Campionatul European                  | Berlin, Germania                      | 6                                     | 71,80 m                               |
| 2019                                  | Campionatul Mondial                   | Doha, Qatar                           | 4                                     | 74,33 m                               |
| 2021                                  | Jocurile Olimpice                     | Tokio, Japonia                        | 17                                    | 69,29 m                               |
| 2022                                  | Campionatul Mondial                   | Eugene, Statele Unite                 | 17                                    | 69,73 m                               |
| 2022                                  | Campionatul European                  | München, Germania                     | 16                                    | 67,15 m                               |
| 2024                                  | Campionatul European                  | Roma, Italia                          | 6                                     | 70,57 m                               |
| 2024                                  | Jocurile Olimpice                     | Paris, Franța                         | 22                                    | 67,84 m                               |

## Recorduri personale
| Probă  | Performanță | Dată          | Locație  |
| ------ | ----------- | ------------- | -------- |
| Ciocan | 74,70 m RN  | 22 iunie 2019 | Chișinău |